# Kaple svatého Cyrila a Metoděje (Čeladná)
Kaple svatého Cyrila a Metoděje se nachází v Čeladné v okrese Frýdek-Místek. Kaple byla zapsána do seznamu kulturních památek před rokem 1988.

## Historie
Kaple sv. Cyrila a Metoděje se nachází pod kopcem Kozincem u silnice k Podolánkám. Nachází s v blízkosti místa častých nehod dřevařů stahující dříví. V roce 1920 nechala postavit arcibiskupská lesní správa kapličku sv. Anny. V období šedesátých až sedmdesátých 20. století hrozilo kapli zničení. Blízký pramen byl pojmenován Cyrilka a kaple byla nazvána kapli sv. Cyrila a Metoděje. Autorem kaple inženýr Roska z Kroměříže. Nad blízkým pramenem byl postaven altánek od téhož autora v roce 1936. Podle zdrojů  obě stavby jsou z roku 1936.

## Architektura
Dřevěná stavba obdélníkového půdorysu postavená na kamenné podezdívce. Stěny pobité šindelem. Střecha zvalbená s vikýři. Boční okapové stěny mají pravoúhlé okénka ve vyřezávaném rámu. Na čtyřech vyřezávaných sloupech je nad otevřenou předsíni usazena podlomenice. K předsíni, která je ohrazena deštěnou balustrádou s vyřezávanými motivy křížů, srdcí a kruhů, vede schodiště o pěti stupních. Průčelí je završeno trojúhelníkovým štítem s kabřincem a křížem. Ve štítu je obraz sv. Cyrila a Metoděje. Vchod do kaple vede z předsíně dvoukřídlými dveřmi ve vyřezávaném rámu. Dveře jsou kryté mříží. Strop kaple je deštěný plochý. V kapli je umístěn korpus ukřižovaného Krista.